# Eleazar Sukenik
Eleazar Lipa Sukenik (hebrejsky: אלעזר ליפא סוּקֶנִיק‎, narozen 12. srpna 1889, Białystok, Polsko – 28. února 1953, Jeruzalém, Izrael) byl izraelský archeolog a profesor na Hebrejské univerzitě v Jeruzalémě.
Poté, co v roce 1911 přijel do Palestiny, pracoval jako učitel a průvodce. Zúčastnil se tzv. „války jazyků“, jež vypukla v roce 1913 mezi sionistickými aktivisty.
Během první světové války sloužil v britské armádě ve 40. pěchotním batalionu, který byl známý pod označením Židovská legie. Byl ateista.
Mimo výrazný podíl na vykopávkách v Jeruzalémě sehrál významnou roli při založení fakulty archeologie při Hebrejské univerzitě. Uvědomoval si důležitost svitků od Mrtvého moře a udělal vše pro to, aby je Izrael získal. V roce 1948 publikoval článek, který spojuje svitky a jejich obsah s komunitou esejců. Tato myšlenka se posléze stala standardním výkladem původu těchto svitků.
Byl otcem vojáka, politika a archeologa Jiga'ela Jadina, herce Jossi Jadina a Mati Jadina, jenž byl zabit v bojích války za nezávislost.